# 委托 (面向对象程序设计)
面向对象程序设计中的委托是指使用另一个对象（发送者）的上下文，对一个对象（接收者）的成员(属性或方法)求值。通过把发送者对象传递给接收者对象，任何面向对象语言都可以做显式的委托。如果语言特性支持成员查询规则，则可以做隐式的委托。隐式委托是基于原型编程中行为重用的基本方法，对应于基于类编程的继承。支持委托的最知名语言是Self和JavaScript。
术语委托在两个对象之间还有别的用法。见委托 (编程)。最容易混淆的是在接收者的上下文中，与发送者成员对应的接收者成员被求值，精确地说这是转发(即包装者对象(wrapper object)并不把自身传递给被包装对象(wrapped object))。简单地使用另一个对象，这是对象聚合 。委托模式是软件设计模式中实现委托的一种套路。

## 概述
1986年，MIT計算機科學與人工智慧實驗室的亨利·利伯曼首创发表了基于原型编程、利用方法查询规则的面向对象的委托等技术和概念。
委托依赖于动态绑定，因为它需要一个给定的方法可以在不同的运行时上下文中被调用。这可以用于操作系统提供单独一个类管理各个窗口。例如，当用户点击close box, 窗口管理器发送委托：windowShouldClose调用；如果根据窗口的上下文有未保存数据，委托会延迟关闭这个窗口。 
不同于转发，委托可以被刻画为自身的迟绑定:
... messages sent to the self (or this) variable in the parent will "come back" to the object that originally received the message.
也就是说，接收对象的一个方法定义中的self并不是静态绑定到定义时的那个对象，而是在求值时才绑定到“最初”的对象。 
有观点认为委托优于继承，使程序代码更为可多、可理解。有观点认为委托和继承是等价的，但也有认为一个是另一个特例。

## 语言支持
使用类似于C#/Java的伪代码的示例:
```
class
 
A
 
{

  
public
 
void
 
foo
()
 
{

    
// "this" also known under the names "current", "me" and "self" in other languages

    
this
.
bar
();

  
}

  
void
 
bar
()
 
{

    
Console
.
WriteLine
(
"a.bar"
);

  
}

};

class
 
B
 
{

  
private
 
delegate
 
A
 
a
;
 
// delegation link

  
public
 
B
(
A
 
a
)
 
{

    
this
.
a
 
=
 
a
;

  
}

  
public
 
void
 
foo
()
 
{

    
a
.
foo
();
 
// call foo() on the a-instance

  
}

  
public
 
void
 
bar
()
 
{

    
Console
.
WriteLine
(
"b.bar"
);

  
}

};

a
 
=
 
new
 
A
();

b
 
=
 
new
 
B
(
a
);
 
// establish delegation between two objects

b
.
foo
();
  

b
.
bar
();

```

调用b.foo()将打印b.bar, 因为在a的上下文中this引用到最初的接收者对象b。this的结果的二义性被称作object schizophrenia。
把隐式的this翻译为显式参数，调用(在B中, a是个委托) a.foo()翻译为A.foo(b)，使用a类型做方法的查询解析, 但调用委托的对象b作为this实参。
使用继承，类似代码为:
```
class
 
A
 
{

  
void
 
foo
()
 
{

    
this
.
bar
();

  
}

  
void
 
bar
()
 
{

    
print
(
"A.bar"
);

  
}

};

class
 
B
 
extends
 
A
 
{

  
public
 
B
()
 
{}

  
void
 
foo
()
 
{

    
super
.
foo
();
 
// call foo() of the superclass (A)

  
}

  
void
 
bar
()
 
{

    
print
(
"B.bar"
);

  
}

};

b
 
=
 
new
 
B
();

```

调用b.foo()的结果为B.bar. 其中this.bar()解析为子类的方法.